# Santiago Yucuyachi
Santiago Yucuyachi è un comune del Messico, situato nello stato di Oaxaca.